# Rebordelo (Cerdedo-Cotobade)
Rebordelo (oficialmente y en gallego: San Martiño de Rebordelo) es una parroquia del concello de Cotobad, en la comarca de Tabeirós , provincia de Pontevedra, Galicia, España.